# Software-in-the-loop
Con Software-in-the-Loop (SIL) si indicano le tecniche di verifica (testing) di unità di controllo elettronico (ad esempio le cosiddette centraline degli autoveicoli) che utilizzano una emulazione completa via software del sistema a cui sono destinate.
In pratica, secondo la metodologia SIL, il software di controllo da verificare viene fatto interagire direttamente con l'emulazione del sistema a cui è destinato per poterlo sollecitare come se fosse in condizioni operative. In questo modo è possibile effettuare una prima verifica già da quando sono disponibili i soli modelli software funzionanti, senza attendere la disponibilità di prototipi fisici.
Il vantaggio di quest'approccio è dato dalla possibilità di disporre di ambienti virtuali per il test utilizzando hardware standard (ad es. PC) evitando il ricorso a costosi sistemi di simulazione fisici (come i banchi necessari per l'Hardware-in-the-loop) o a prototipi funzionanti.